# کابل بانک
| کابل بانک | کابل بانک      |
| --------- | -------------- |
| نوع       | شرکت خصوصی     |
| تأسیس     | ۱۳۸۳ (خورشیدی) |
| ستاد      | کابل           |
| صنعت      | خدمات مالی     |
| وبگاه     | وبگاه رسمی     |

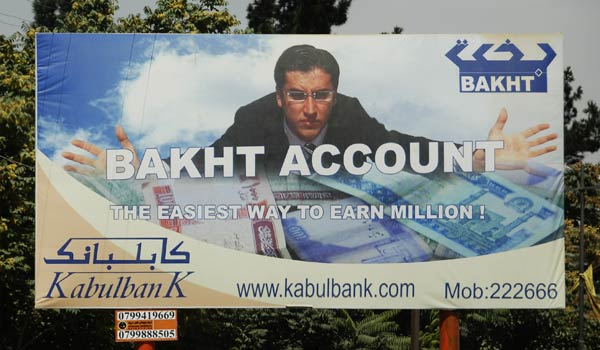
تبلیغی از کابل بانک در سال ۲۰۰۶

کابل بانک بانک خصوصی است که در سال ۲۰۰۴ در کابل افغانستان تأسیس شد.
این بانک مورد استفاده دولت افغانستان برای پرداخت حقوق کسانی است که در پلیس و ارتش مشغول کار هستند. شیرخان فرنود اولین مدیر عامل این بانک تا سال ۱۳۸۹ بود اما با مدیریت نامناسب کابل بانک صدها میلیون دالر (دلار) از ارزهای خود را از دست داد. بعد از این ورشکستگی بانک مرکزی افغانستان کنترل آن را به دست گرفته و با مشتریان آن از ادامه کارکرد بانک اطمینان داد. در ۲۷ فروردین ۱۳۹۰ این بانک دوباره برای بخش خصوصی به مزایده گذاشته شد.

## اهمیت و پشتوانه
کابل بانک تاکنون با ۱۴۳ شعبهٔ خود ۱۹ ولایت افغانستان را تحت پوشش خدماتی خود قرار داده‌است. بیشترین نمایندگی (۴۴) آن در شهر کابل و ۹۹ شعبه در دیگر ولایت افغانستان قرار دارند.
حساب باز شده می‌تواند به افغانی، دالر و یورو باشد. مشتریان کابل بانک از خدمات سریع‌السیر در سراسر افغانستان برای واریز کردن و برداشتن وجوه خود می‌باشد. این بانک دارای روابط بانکی با هفت بانک بین‌المللی در آلمان، چین، ایران، هندوستان، تاجیکستان و عربستان می‌باشد. همچنین اکثر ارسال‌های ارزی وسترن یونین بانک از طریق کابل بانک صورت می‌گیرد که تقریباً ۸۵ درصد از تمام درآمدهای کمشن این بانک را تشکیل می‌دهد.

## هراس و نتیجهٔ ۱۳۸۹
در اوایل سال ۲۰۱۰، روزنامهٔ واشینگتن پست در گزارشی از ارتباط و نقش پنهان خانوادهٔ کرزی در ادارهٔ این بانک خبر داد، که باعث زیر سؤال رفتن مدیریت این بانک پیش مردم افغانستان شد.